# Баруон (среднее течение Дарлинга)
Ба́руон (англ. Barwon River) — пересыхающая река в Австралии, среднее течение (главный приток) реки Дарлинг, правого притока реки Муррей (Марри).
Название происходит из австралийских языков.
Берёт начало на западных склонах хребта Нью-Ингланд (система Большого Водораздельного хребта) в штате Квинсленд. В верхнем течении последовательно называется Думерек и Макинтайр. После слияния с рекой Уир севернее города Мангиндай, принимает название Баруон, протекает в юго-западном направлении по засушливой местности, принимает левый приток Маккуари. После слияния с рекой Калгоа между городами Бреворрина и Берк в штате Новый Южный Уэльс принимает название Дарлинг. В сухой сезон пересыхает.
Питание дождевое. Во время наводнений принимает сток из озера (водно-болотных угодий) Нарран. Площадь водосбора составляет примерно 13 % площади водосбора реки Мюррей.
Протекает через города Мангиндай, Уолгетт, Колларенебри и Бреворрина.
В 1823 году ботаник Аллан Каннингем, передвигаясь на северо-запад от хребта Ливерпул, достиг реки Баруон. В период с 1880 по 1912 год по реке осуществлялось регулярное пароходное сообщение между городами Берк и Уолгетт. Во время наводнений 1879 и 1886 годов пароходы смогли добраться до города Колларенебри и даже до города Мангиндай в 1890 году. В 1888 году был построен подъемный мост в Бреворрина на шоссе Камиларои.